# Acidentes e incidentes aéreos de 2021
Esta lista cita os acidentes e incidentes aéreos ocorridos em 2021, onde o primeiro ocorreu no dia 9 de janeiro de 2021 e o último relatado no dia 8 de dezembro de 2021, sendo o primeiro o acidente mais letal, vitimando 62 pessoas. No total desse ano houve 19 incidentes aéreos que envolveram 769 pessoas, entre passageiros e tripulantes, deixando 63 feridos e 213 mortos. 
Entre as vítimas nestes acidentes aéreos estavam:
- Jogadores de futebol do time de Palmas vitimados no acidente ocorrido no dia 24 de janeiro de 2021;
- Olivier Dassault, político e bilionário francês, vítima no acidente ocorrido no dia 7 de março de 2021;
- Ibrahim Attahiru, Chefe do Estado-Maior do Exército Nigeriano, vítima no acidente ocorrido no dia 21 de maio de 2021;
- Marília Mendonça, cantora brasileira, vítima no acidente ocorrido no dia 5 de novembro de 2021;
- Bipin Rawat, Chefe do Estado-Maior da Defesa da Índia, vítima no acidente ocorrido no dia  8 de dezembro de 2021.

## Lista
| Voo ou nome do incidente                           | Data                    | Local do acidente                                 | Origem                                               | Destino                                                   | Passageiros | Tripulantes | Vítimas Fatais | Feridos     | Sobreviventes              | Observações                                                                                 |
| -------------------------------------------------- | ----------------------- | ------------------------------------------------- | ---------------------------------------------------- | --------------------------------------------------------- | ----------- | ----------- | -------------- | ----------- | -------------------------- | ------------------------------------------------------------------------------------------- |
| Sriwijaya Air 182                                  | 9 de janeiro de 2021    | Mil Ilhas, Indonésia                              | Aeroporto Internacional Soekarno-Hatta, Jacarta      | Aeroporto Internacional Supadio, Pontianak                | 50          | 12          | 62 (todos)     | 0           | 0                          | - Acidente com maior numero de vítimas do ano                                               |
| Palmas FR                                          | 24 de janeiro de 2021   | Luzimangues Brasil                                | Pista de pouso particular em Luzimangues             | Aeroporto Internacional de Goiânia, Goiânia               | 5           | 1           | 6 (todos)      | 0           | 0                          | - O voo levava integrantes do time de futebol de Palmas                                     |
| Longtail Aviation Voo 5504                         | 20 de Fevereiro de 2021 | Meerssen Países Baixos                            | Maastricht Airport, Maastricht, Países Baixos        | Aeroporto Internacional John F. Kennedy, Nova Iorque, EUA | Sem info.   | Sem info.   | 0              | 2 (no solo) | 2 (todos no solo e no voo) | - Os feridos em solo foram atingidos por destroços do avião, que pousou em segurança        |
| Voo United Airlines 328                            | 20 de fevereiro de 2021 | Broomfield Estados Unidos                         | Aeroporto Internacional de Denver, Denver, EUA       | Aeroporto Internacional de Honolulu, Havaí, EUA           | 231         | 10          | 0              | 0           | 241 (todos)                | - Pouso de emergência efetuado com sucesso                                                  |
| Let L-410 da South Supreme Airlines                | 2 de março de 2021      | Pieri, Sudão do Sul                               | Pieri, Sudão do Sul                                  | Aeródromo de Yuai, Sudão do Sul                           | 8           | 2           | 10 (todos)     | 0           | 0                          |                                                                                             |
| AS532 da Força Aérea Turca                         | 2 de março de 2021      | Próximo a Tatevane, Província de Bitlisse Turquia | Província de Bingol, Turquia                         | Província de Bitlisse, Turquia                            | 11          | 2           | 11             | 2           | 2                          |                                                                                             |
| Helicóptero em Xumabee                             | 5 de março de 2021      | Sojwe, Botswana                                   | Sojwe, Botsuana                                      | Sojwe, Botsuana                                           | 1           | 1           | 1              | 1           | 1                          |                                                                                             |
| Airbus AS350B em Touques                           | 7 de março de 2021      | Touques, Normandia, França                        | Heliporto privado, Touques, França                   | Heliporto privado, Beauvais, França                       | 1           | 1           | 2              | 0           | 0                          | - O único passageiro transportado era o político e bilionário francês Olivier Dassault      |
| Airbus AS350B3 no Alasca                           | 27 de março de 2021     | Palmer, Alasca, Estados Unidos                    | Wasilla Lake, Alasca, Estados Unidos                 | Chugach Mountain Range, Alasca, Estados Unidos            | 5           | 1           | 5              | 1           | 1                          |                                                                                             |
| Colisão no ar no Centennial Airport em 2021        | 12 de maio de 2021      | Denver, Colorado, Estados Unidos                  | Salida, Colorado, Estados Unidos                     | Centennial Airport, Denver, Estados Unidos                | 0           | 1           | 0              | 0           | 3 (todos)                  | - Trata-se de uma colisão no ar entre um avião de carga e e um pequeno avião de transporte. |
| Colisão no ar no Centennial Airport em 2021        | 12 de maio de 2021      | Denver, Colorado, Estados Unidos                  | Centennial Airport, Denver, Estados Unidos           | Sem Info.                                                 | 1           | 1           | 0              | 0           | 3 (todos)                  | - Trata-se de uma colisão no ar entre um avião de carga e e um pequeno avião de transporte. |
| Beechcraft King Air 350i da Força Aérea da Nigéria | 21 de maio de 2021      | Kaduna, Nigéria                                   | Nnamdi Azikiwe International Airport, Abuja, Nigéria | Kaduna International Airport, Kaduna, Nigéria             | 7           | 4           | 11 (todos)     | 0           | 0                          | - Entre as vítimas fatais estava o Chefe do Estado-Maior do Exército Nigeriano              |
| Voo Ryanair 4978                                   | 23 de maio de 2021      | Aeroporto Nacional de Minsk, Bielorrússia         | Aeroporto Internacional de Atenas, Atenas, Grécia    | Aeroporto de Vilnius, Vilnius, Lituânia                   | 126         | 6           | 0              | 0           | 132 (todos)                | - Pouso forçado por ameaça de bomba à bordo                                                 |
| C-130 da Força Aérea Filipina                      | 4 de julho de 2021      | Patikul, Sulu, Filipinas                          | Base aérea Villamor, Pasay, Filipinas                | Aeroporto Jolo, Sulu, Filipinas                           | 96          | 104         | 50             | 46          | 54                         |                                                                                             |
| Petropavlovsk-Kamchatsky Air Flight 251            | 06 de julho de 2021     | Palana, Rússia                                    | Petropavlovsk-Kamchatsky, Rússia                     | Palana, Rússia                                            | 22          | 6           | 28 (todos)     | 0           | 0                          |                                                                                             |
| SiLA Airlines Voo 42                               | 16 de julho de 2021     | Bakcharsky, Tomsk Oblast, Rússia                  | Kedrovy, Tomsk Oblast, Rússia                        | Bogashevo Airport, Tomsk, Rússia                          | 14          | 4           | 0              | 11          | 18 (todos)                 |                                                                                             |
| Beechcraft King Air PS-CSM                         | 14 de setembro de 2021  | Piracicaba, São Paulo, Brasil                     | Aeroporto Pedro Morganti, São Paulo, Brasil          | Aeroporto de Redenção, Pará, Brasil                       | 5           | 2           | 7 (todos)      | 0           | 0                          |                                                                                             |
| Colisão no ar em Chandler                          | 1 de outubro de 2021    | Chandler, Arizona, Estados Unidos                 | Aeroporto Municipal de Chandler                      | Aeroporto Municipal de Chandler                           | 0           | 2           | 0              | 0           | 2 (todos)                  |                                                                                             |
| Colisão no ar em Chandler                          | 1 de outubro de 2021    | Chandler, Arizona, Estados Unidos                 | Aeroporto Municipal de Chandler                      | Aeroporto Municipal de Chandler                           | 0           | 2           | 2 (todos)      | 0           | 0                          |                                                                                             |
| Beechcraft King Air PT-ONJ                         | 5 de novembro de 2021   | Piedade de Caratinga, Minas Gerais Brasil         | Aeroporto Internacional de Goiânia, Goiânia, Brasil  | Aeroporto de Caratinga, Ubaporanga, Brasil                | 3           | 2           | 5 (todos)      | 0           | 0                          | - Entre as vítimas estava a cantora sertaneja Marília Mendonça                              |
| Mil Mi-17 da Força Aérea Indiana                   | 8 de dezembro de 2021   | Distrito de Nilgiris, Tâmil Nadu, Índia           | Estação da Força Aérea em Sulur, Índia               | Colégio Serviços de Defesa, Tâmil Nadu, Índia             | 9           | 5           | 13             | 0           | 1                          | - Entre as vítimas fatais estava o chefe do Estado-Maior da Defesa da Índia Bipin Rawat.    |